# 蒂莫西·沃克 (植物学家)
蒂莫西·沃克（英語：Timothy Walker，1958年7月10日—）是一位英国植物学家，毕业于牛津大学大学学院，现担任牛津大學植物園园长，曾主持BBC的植物学纪录片，主要作品有入选牛津通识读本的《植物》（Plants）等。